# Surf's Up (canción)
«Surf's Up» es una canción grabada por la banda de rock estadounidense The Beach Boys que fue escrita por Brian Wilson y Van Dyke Parks. Originalmente estaba destinado a Smile, un álbum inacabado de los Beach Boys que fue desechado en 1967. La canción fue completada más tarde por Brian y Carl Wilson como la canción de cierre del álbum de 1971 de la banda Surf's Up.
«Surf's Up» dista de tener alguna correlación con el surf; su denominación se fundamenta en un juego de palabras alusivo al proceso mediante el cual el conjunto musical se despojo de su imagen preexistente. Las letras de esta obra retratan a un individuo en una sala de conciertos quien, presa de un despertar espiritual, decide rendirse ante Dios y la euforia de la iluminación, conceptualizada esta última como una melodía infantil. En lo que respecta a su composición, esta melodía fue creada como un número de dos movimientos que modifica la tonalidad en múltiples ocasiones y evita la resolución armónica convencional. Incluye una coda inspirada en otra composición perteneciente al álbum Smile, denominada «Child Is Father of the Man».
La única grabación existente de «Surf's Up» interpretada por toda la banda durante la década de 1960 corresponde a la pista de acompañamiento básico del primer movimiento. Se conocen tres registros de Wilson ejecutando íntegramente la melodía por su cuenta, dos de los cuales fueron filmados para el documental Inside Pop: The Rock Revolution de 1967, en donde fue descrita como una composición «demasiado compleja» para ser comprendida en un primer acercamiento. Posteriormente al abandono de Smile, el grupo introdujo nuevas voces y sobregrabaciones de sintetizador tanto a la primera interpretación de Wilson al piano como a la pista de acompañamiento original. Una grabación adicional datada de 1967 fue descubierta décadas después y publicada en la recopilación de 2011, The Smile Sessions.
«Surf's Up» no consiguió un lugar en las listas musicales cuando fue lanzada como sencillo en noviembre de 1971, acompañada en el lado B por la canción «Don't Go Near the Water». En 2004, Wilson grabó nuevamente la pieza para su versión solista de Smile, incluyendo nuevas orquestaciones de cuerdas que inicialmente tenía la intención de incorporar en la obra. La revista Pitchfork incluyó posteriormente la composición en listados separados de las 200 mejores canciones de las décadas de 1960 y 1970. En 2011, los miembros del personal de la revista Mojo la eligieron como la mejor canción de los Beach Boys. A partir de 2020, «Surf's Up» figura entre las 800 piezas mejor valoradas de todos los tiempos en Acclaimed Music.

## Composición
La letra habla de un teatro con gente, mientras al alrededor de ellos, el mundo y los imperios están cambiando y decayendo, además de hablar de la espiritualidad y el amor inocente innata de la juventud, que contrastan con las muchas imperfecciones y defectos de la sociedad adulta, se piensa que es una reflexión a la guerra de Vietnam. La grabación de 1970 se redujo parcialmente a la de 1966, y luego se añadió en el estudio al resto de la banda, sobre todo a Carl Wilson, quien canto una de las canciones más recordadas.
Brian Wilson interpretó "Surf's Up" él solo con un piano para un especial de CBS News sobre la música popular, organizada por Leonard Bernstein en noviembre de 1966, quién también ha elogiado la canción llegando a decir que era la mejor canción de pop de la historia.

Hay una canción nueva, demasiado compleja para tocala por primera vez. Podría venir solo del fermento que caracteriza la escena de la música pop de hoy. Brian Wilson, líder de los famosos Beach Boys, y uno de los músicos más importantes de la actualidad, canta su propio 'Surf's Up'. Poético, hermoso incluso en su oscuridad, 'Surf's Up' es un aspecto de las cosas nuevas que suceden en la música pop actual. Como tal, es un símbolo del cambio que muchos de estos jóvenes músicos ven en nuestro futuro.
Leonard Bernstein.

### Letra
Brian Wilson ha dicho en Beautiful Dreamer: "La letra de 'Surf's Up' eran fiel al estilo de Van Dyke; sólo él pudo haber escrito esas letras. La compusimos en mi piano Chickering, sobre la caja de arena, creo que tomó alrededor de una hora escribirla, lo hicimos bastante rápido; todo sucedió como tenía que ser". Cuando pregunté por Van Dyke Parks lo que Wilson estaba sintiendo cuando escribió la música para 'Surf's Up': "Sentí un poco de amor, sentí una gran cantidad de amor, había pasado un montón de amor todo el tiempo".
La mayor parte de la canción fue escrita durante el verano de 1966, pero se mantuvo intitulada hasta más adelante en otoño. Mientras que el dúo trabajó en la canción, que aún le faltaba versos adicionales, Dennis Wilson se presentó a una sesión y describió cómo los Beach Boys habían sido humillados durante una actuación reciente en Gran Bretaña, cuando la multitud señaló y ridiculizó el uso de sus camisas a rayas. Este hecho inspiró a Parks para escribir las siguientes las líneas: "Surf's up, aboard a tidal wave/Come about hard and join the young and often spring you gave/I heard the word, wonderful thing, a children's song". El título "Surf's Up" fue un doble sentido que sugiere que el material relacionado con el surf se agotó. Brian fue sorprendido por el título "Surf's Up", porque la canción no tenía absolutamente nada que ver con el deporte, pero apoyó la idea. Derek Taylor publicista del grupo dijo que tanto Brian y Dennis realmente desdeñaron la imagen de surf de que los Beach Boys había adquirido en los últimos años, en 1966, Brian explicó con detalle cada parte de la letra al periodista Jules Siegel:

Es un hombre en un concierto. A su alrededor está la audiencia, realizando sus roles, vestidos con ropa elegante, mirando a través de lentes de ópera, pero tan lejos del drama, de la vida. Atrás del cristal de la ópera se ve el pozo y el péndulo dibujado, la música comienza a tomar relevo. Ruinas en columnas de domino. Imperios, ideas, vidas, instituciones; todo tiene que caer, cayendo como fichas de dominó. Él comienza a despertar con la música; ve la pretensión de todo. La sala de música de una reverencia costosa. Entonces hasta la música se ha ido, se convirtió en un cisne trompetero, en lo que la música es en realidad. Él está en un viaje. Se ha ido de la realidad; está creando como en un sueño. Las risas vienen con Auld Lang Syne. Las personas pobres en las tabernas de la bodega, tratando de ser felices cantando. Entonces, beben, tratando de olvidar las guerras, las batallas en el mar. Mientras que en el puerto es una cuestión de vida o muerte. Naves en el puerto, luchando. Una clase de cosas como del imperio romano. Un reducto de dolor. En su propio dolor y el vacío de su vida, porque él ni siquiera puede llorar por el sufrimiento en el mundo, por su propio sufrimiento. Y entonces, la esperanza ¡Surf's Up! ... Volver a los niños, a la playa, a la infancia. He oído la palabra de Dios. Lo maravilloso; la alegría de la iluminación, de ver a Dios. Y ¿qué es? ¡Una canción para niños! Y luego está la canción en sí; la canción de los niños; la canción del universo que subía y bajaba en una ola tras otra, la canción de Dios, ocultando el amor de nosotros, pero siempre dejando que nos encontremos de nuevo, como una madre cantando para sus hijos... Por supuesto que es una explicación muy intelectual. Pero tal vez a veces hay que hacer algo intelectual. Si no entienden las palabras, van a tener la música, porque ahí es donde realmente esta lo importante, en la música.
Brian Wilson.

En 1975, Mike Love expresó aprecio por la forma y contenido musical de la canción, que a su juicio va más allá de lo que normalmente se espera de la música pop comercial. Se ha dicho de las letras de Parks: "Yo les agradezco por su talento artístico. Se siente como estando en un museo de arte moderno ... tal vez usted no entienda [el arte], pero se puede apreciar su hermosura". Al Jardine declaró en 2007: "'Surf's Up' es simplemente indescriptible... Es una de esas composiciones extraordinarias con letras un tanto misteriosas...".

## Historia de las grabaciones

### Pista instrumental 1966-1967
Casi la totalidad de la pista de la primera sección (2:20) fue grabada y mezclado en noviembre de 1966 bajo la producción de Brian Wilson, pero las voces y otros montajes aún no se habían añadido, y el trabajo de las secciones de cierre nunca se hicieron o nunca se terminaron, por lo tanto no existe una edición final de la canción de esta época. Wilson recordó que la segunda sección de la canción iba a tener orquestaciones de cuerdas, pero es claro que esto nunca se llegó a grabar en 1966. Es posible que las cintas hayan sido robadas. Sin embargo, se registraron un par de ensayos de segmentos vocales e instrumentales.

### Sesiones piano y voces 1966
Wilson fue filmado en su casa el 17 de diciembre de 1966 interpretado la canción cantando y tocando el piano, fue para un especial de la CBS News sobre la música pop llamado Inside Pop: The Rock Revolution. El espectáculo fue conducido por Leonard Bernstein, pero fue el productor del programa, David Oppenheim, quien expresó su admiración por la canción a través de la voz en off. En el programa además de Wilson había cortometrajes sobre músicos de Los Ángeles como Frank Zappa, Tandyn Almer, The Byrds, Jim McGuinn, miembros de Canned Heat, Gentle Soul, y UFO.
Refiriéndose a una grabación demo registrada en diciembre de 1966 que solo estaba él cantando y tocando el piano, Wilson comentó: "¿Surf's Up? Ahh... es atroz, estoy avergonzado... totalmente avergonzado. Fue un pedazo de mierda. Vocalmente fue un pedazo de mierda. En primer lugar yo fui el cantante equivocado". Años después, agregó: "la parte vocal [de Surf's Up] era un poco limitada, no es la voz mejor voz que he hecho, pero tenían corazón".
La actuación de Wilson fue grabada para Inside Pop y fue transmitido varios meses después. Era la primera vez que la audiencia escuchó la canción, pero no sería editada oficialmente hasta media década más tarde. La decisión de mantener "Surf's Up" en los archivos fue, según se informa, por Wilson, un motivo por el cual el grupo casi se separa.

### Grabaciones para el álbumSurf's Upde 1971
Varios años después una versión de la canción fue completada por los Beach Boys, bajo la supervisión de Carl Wilson en 1971. La canción fue acreditada como "producida por The Beach Boys", aunque la mayor parte de la producción de las nuevas secciones instrumentales de la canción fue realizada por Carl. En 1974, el director del grupo Jack Rieley dijo:

Siempre hemos alentado a Brian para regresar al estudio con más frecuencia. Esto culminó un día, cuando yo iba a Warner Bros y iba a parar en la casa de Brian. Iba a reunirme con [jefe de Warner] Mo Ostin y yo le dije: "Brian, ¿por qué no vienes conmigo?" Sorprendentemente, dijo: "Ok, lo haré. El presidente de Warner Bros... yo no sé lo que voy a decirle". Luego fuimos a Burbank desde Bel Air. De repente Brian dijo: "Bueno, está bien, si me vas a obligar, lo haré". Le pregunté: "¿obligarte a hacer qué, Brian?". Y él me dijo, "forzarme a poner 'Surf's Up' en el álbum". Yo le había preguntado sobre poner 'Surf's Up' en el próximo álbum, que en ese momento fue titulado tentativamente como Landlocked... Le pregunte a Brian, "¿Es lo que realmente vas a hacer?" Y Brian dijo: "Bueno, si vas a forzarme".

Ante la insistencia de Brian, que se negó a hacer de nuevo las voces, la primera sección contó con una nueva voz principal de Carl doblada sobre la pista original de 1966, también contó con instrumentación adicional.
La segunda sección contó principalmente con la grabación demo de diciembre de 1966 con la vía doble vocal y el piano, además de nuevos arreglos vocales e instrumentales de Brian con los otros Beach Boys. Aunque en un principio "se negó a trabajar en la canción" y declinó grabar la voz líder. En el proceso de grabación llegó a la conclusión, "... es necesario añadir algo al movimiento final de 'Surf's Up'". Una copla lírica e intrincado coda vocal. Esta tercera sección combina el final del demo de Brian con el grabado recientemente, con el cierre cantado por Al Jardine, una adición que fue grabado y en el último minuto. En la última sección aparece una referencia de la era de Smile, la frase "Child Is Father of the Man".